# Madonna dell’Orto

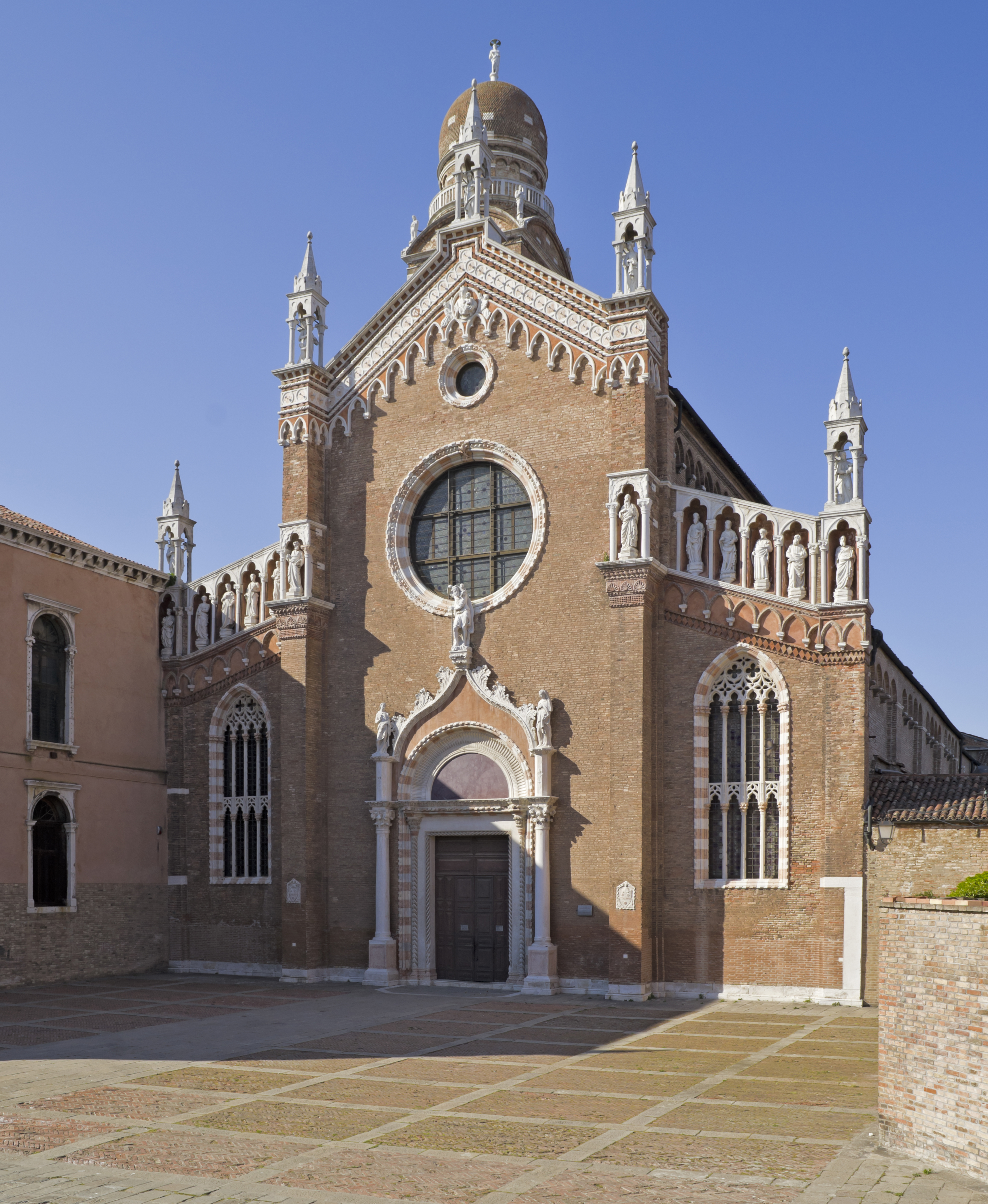
Fassade

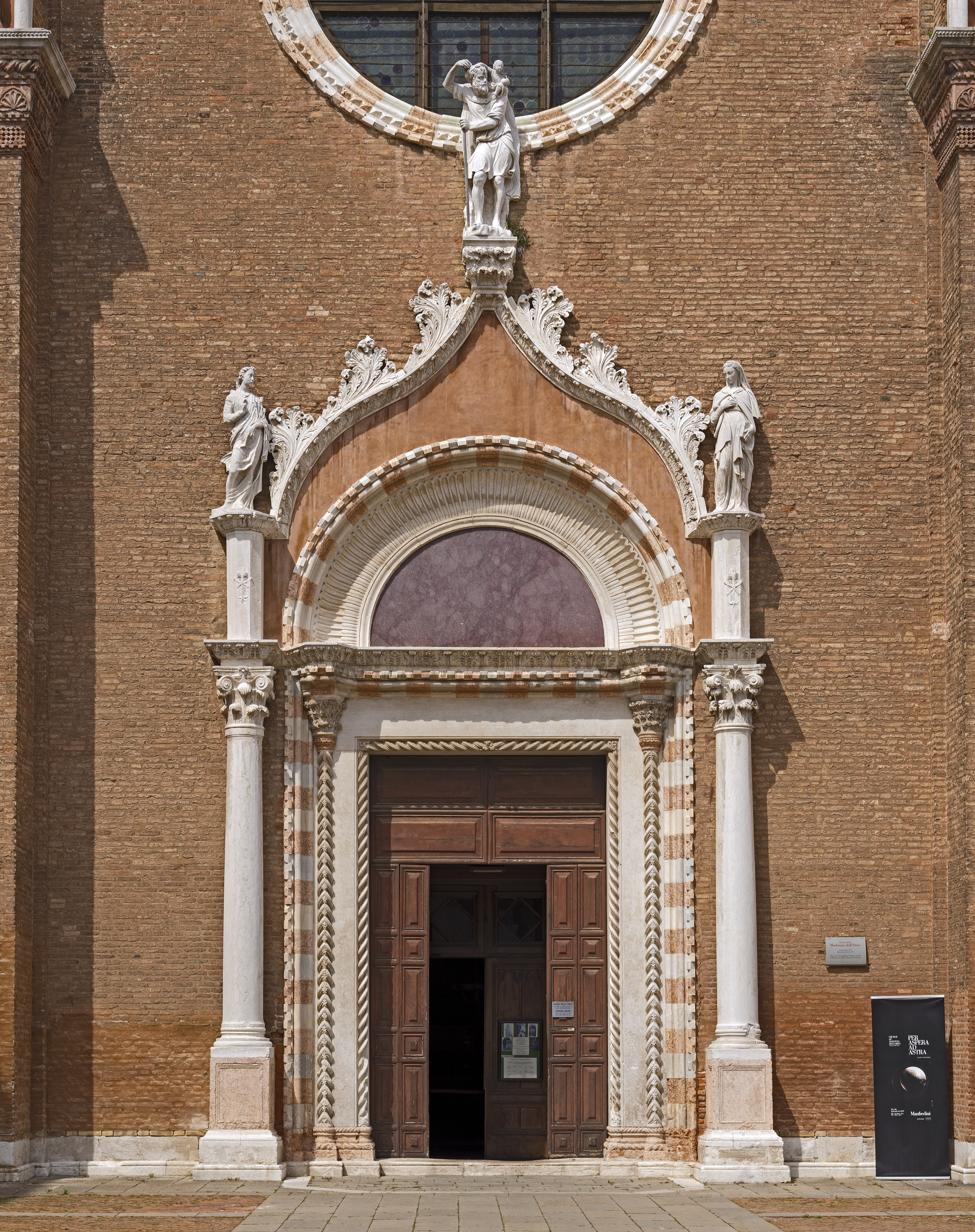
Das Portal von Bartolomeo Bon

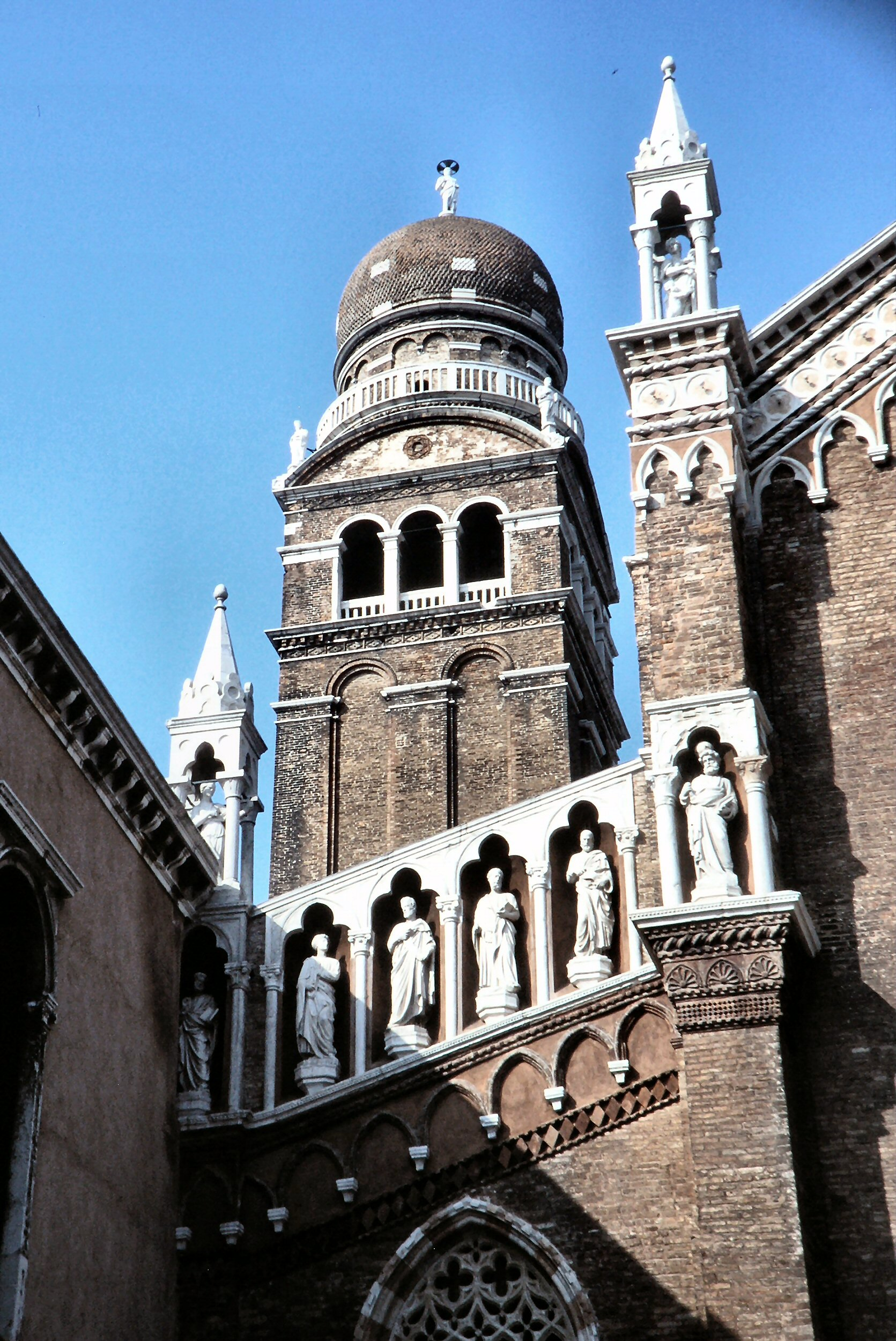
Detail der Fassade und Campanile

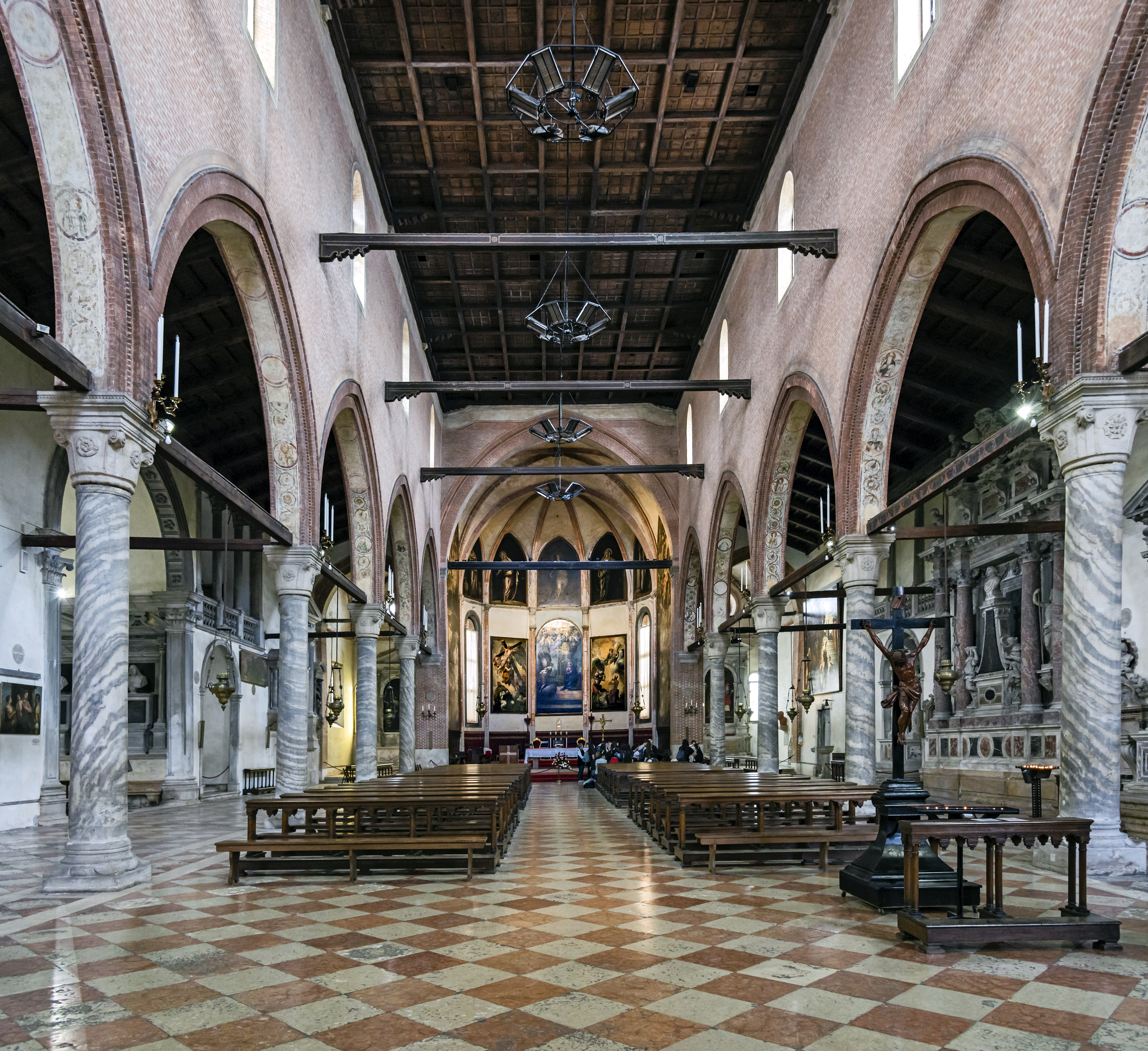
Innenansicht

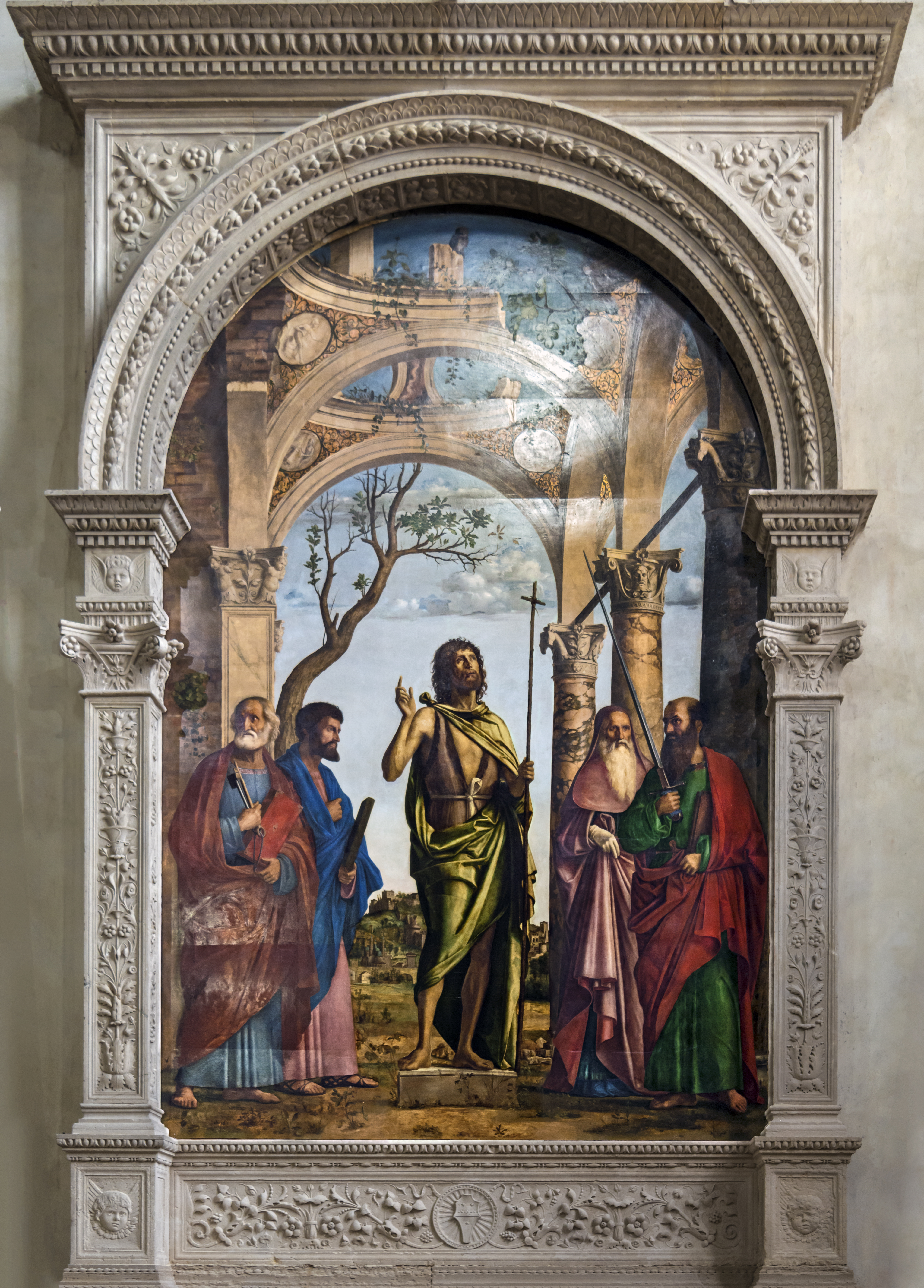
Giovanni Battista Cima: Johannes der Täufer mit Heiligen

Madonna dell’Orto ist eine römisch-katholische Pfarrkirche in Venedig im Sestiere Cannaregio. Die gotische Kirche beherbergt wichtige Werke von Tintoretto und Cima da Conegliano.

## Geschichte
1350 wurde von dem Orden der Humiliaten eine Kirche, die dem heiligen Christophorus geweiht war, gebaut und ein Kloster gegründet. 1377 wurde mit Spendengeldern eine gotische Kirche errichtet; Anlass war die Überführung einer wundertätigen Madonnenstatue, die in einem nahen Garten (orto) gefunden worden war. Der Kirchenbau selbst wurde um 1400 fertiggestellt, die Fassade hingegen konnte erst zwischen 1460 und 1464 vollendet werden.
Das Kloster kam nach der Vertreibung der Humiliaten an die Regularkanoniker von San Giorgio in Alga. Es wurde nach deren Auflösung 1669 von den ursprünglich im Kloster San Tommaso dei Borgognoni (Torcello) beheimateten Zisterziensermönchen erworben, die dort bis zum Ende der Republik (1797) blieben.

## Bau und Anlage
Die Hauptfront orientiert sich an den Monumentalbauten der Frarikirche und Santi Giovanni e Paolo (Zanipolo), die sie in bescheideneren Maßen rezipiert. Die dreigeteilte Fassade entspricht der Aufteilung des Innenraumes und ist ebenfalls ein Ziegelbau. Die reichen Maßwerkfenster zum Campo sind um 1440 zu datieren. Das Portal von Bartolomeo Bon ist, wie jenes von Santi Giovanni e Paolo, ein Hauptwerk der spätgotischen Bildhauerkunst. Der Korbbogen wird von einer Statue des Hl. Christophorus, dem Schutzpatron der Händler, bekrönt. Die beiden flankierenden Säulen, die jeweils eine Maria tragen, wurden erst 1481 hinzugefügt. Die Fassade weist des Weiteren reichen figuralen Schmuck auf (Figuren der Tugenden und der zwölf Apostel).
Links an die Kirchenfront anschließend befindet sich das Gebäude der Scuola dei Mercanti. 
Der Grundriss weist sechs Joche auf; die dreischiffige Kirche ist flach gedeckt. Ein Querschiff fehlt. An das linke Seitenschiff wurden in den ersten vier Jochen jeweils Kapellen angebaut, deren nördlichste die Familienkapelle der Contarini ist.
Der frei neben der Basilika stehende Glockenturm wurde 1332 errichtet, das Glockengeschoss 1503 hinzugefügt. Die Spitze des Campanile war nach Auffassung mancher Forscher Vorbild für die „welschen Hauben“ der Frauenkirche in München. Die nach einem Unwetter eingestürzte Glockenkuppel wurde im Jahre 1818 auf Veranlassung der österreichischen Denkmalpflege wieder aufgebaut. Der Innenraum wurde in den Jahren 1837–1848, 1869, 1892–1893, 1930–1937 restauriert. Madonna dell’Orto ist wohl die am meisten restaurierte Kirche in Venedig.

## Ähnliche Kirchen
Eine Front des 1813 errichteten Gotischen Hauses im Wörlitzer Park ist nach dem Vorbild der Kirchenfassade gestaltet.
Die Kirche der Unbefleckten Empfängnis Mariä im tschechischen Dubí bildet eine Kopie der Madonna dell’Orto.

## Ausstattung
Jacopo Tintoretto, der in der Nähe der Kirche wohnte, war dieser eng verbunden. Deshalb befinden sich hier einige seiner Hauptwerke sowie sein Grab.
- Marias Tempelgang (1550–53)
- Das jüngste Gericht (1563)
- Anbetung des goldenen Kalbes (1563)
- Kreuzvision des hl. Petrus (1550–53)
- Die Enthauptung des hl. Paulus (1550–53)
- Die vier Kardinaltugenden
- Das Wunder der heiligen Agnese (1575)

Cima da Conegliano:
- Johannes der Täufer und die Heiligen Petrus, Paulus, Markus und Hieronymus
- Heiliger Christophorus (Kopie, das Original befindet sich in der Accademia)

Jacopo Palma der Jüngere:
- Verkündigung für die Kirche Santa Maria Nova in Vicenza gemalt (1590)
- Kreuzigung. Stammt aus der aufgelassenen Kirche Santa Ternita

Giovanni De Santi: 
Die wundertätige Madonna (Steinskulptur, 14. Jahrhundert)
Tizian: 
Erzengel Rafael mit Tobias (1530). Stammt aus der Kirche S. Marziale
Giovanni Bellini:
Madonna mit Kind (das kleine Bild wurde am 1. März 1993 gestohlen)
Pietro Ricchi:
Die Treue (über Altar, Mitte oben)